# Dirichletia
Dirichletia es un género con cinco especies de plantas con flores perteneciente a la familia Rubiaceae. Es nativo del África tropical y Namibia.

## Taxonomía
El género fue descrito por Johann Friedrich Klotzsch y publicado en Bericht über die zur Bekanntmachung geeigneten Verhandlungen der Königlich Preussischen Akademie der Wissenschaften zu Berlin 1853: 494. 1854.

## Especies
- Dirichletia glaucescens Hiern in Oliv. & auct. 1877
- Dirichletia obovata Balf.f. 1882
- Dirichletia pubescens Klotzsch 1853
- Dirichletia somaliensis (Puff) Kårehed & B.Bremer 2007
- Dirichletia virgata (Balf.f.) Kårehed & B.Bremer 2007